# Garrett Wareing
Garrett Wareing (31 augustus 2001) is een Amerikaans acteur.

## Leven
De in 2001 geboren Wareing vertrok als kind met zijn familie vanuit zijn woonplaats College Station naar Los Angeles. Zijn zus Mackenzie Wareing is eveneens een actrice. Verder heeft Wareing nog een broer genaamd Mason. Tijdens theaterlessen op de middelbare school ontdekte Wareing zijn interesse in acteren. Later leerde Wareing talentscout Nikki Pederson kennen, die hem in 2013 voor een wedstrijd van de International Modeling and Talent Association aanmeldde. Hier won Wareing meerdere prijzen, waaronder die van Pre-Teen Male Model van het jaar. Hierna viel hij op bij een aantal agenten uit Hollywood en volgde Wareing toneelles bij Max Decker.
In de film Boychoir was Wareing in 2014 te zien in de hoofdrol van Stet, een uitzonderlijk getalenteerde twaalfjarige zanger die een elite muziekkostschool doorworstelt. De film had een cast met meerdere bekende namen. Wareings zus Mackenzie Wareing speelde in de film zijn halfzus Stephanie. Rooter Wareing, zijn vader, speelde in de begrafenisscene een priester. Voor zijn aandeel in de film kreeg Wareing tijdens het Toronto International Film Festival 2014 tezamen met Dustin Hoffman, Kathy Bates, Eddie Izzard, Josh Lucas, Debra Winger en Kevin McHale de Creative Coalition Spotlight Initiative Award toegekend. In de film Independence Day: Resurgence speelde Wareing de rol von Bobby, een jongen, die bij een familie onderdak zoekt, als de aarde door buitenaardse wezens wordt aangevallen.

## Filmografie
- 2014: Boychoir
- 2015: A Better Place
- 2016: Independence Day: Resurgence
- 2017: Chicago Med: Josh
- 2020-2023: Manifest: TJ Morrison